# Football Club Bodio
Pour les articles homonymes, voir Bodio (homonymie).
Le FC Bodio est un club de football de la ville de Bodio, dans le canton du Tessin, en Suisse.
Il évolue en 4e ligue (huitième division) lors de la saison 2023-2024.

## Histoire
Le FC Bodio est créé le 5 avril 1919. Le club est promu en Ligue nationale B en 1961 puis relégué en 1re ligue en 1963.

## Parcours
- 1961-1963 : Ligue nationale B